# Jacques Boileau

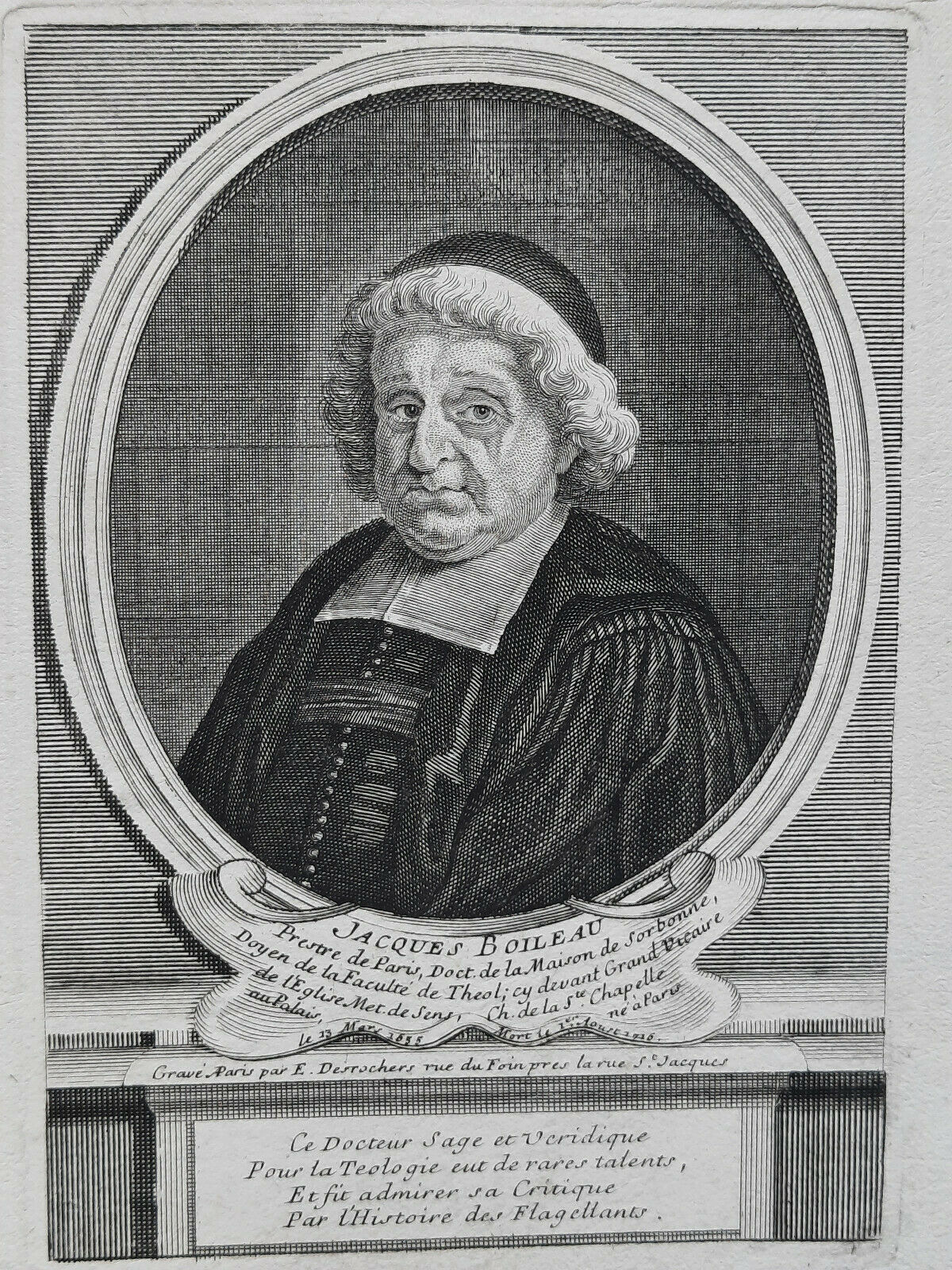
Jacques Boileau (Dieser weise und in der Theologie bewanderte Doktor war von seltener Begabung und erstaunte seine Kritiker durch die Geschichte der Flagellanten (Aufschrift unten))

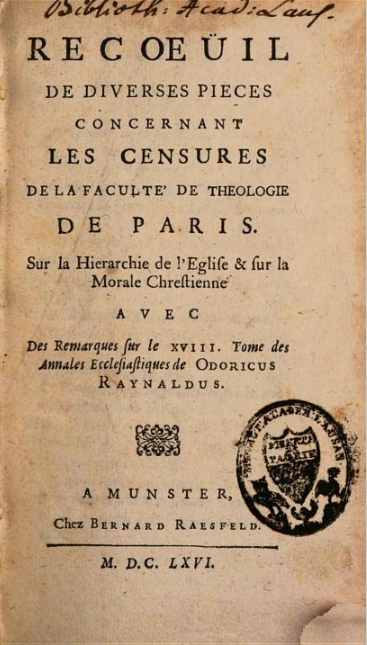
Der Titel der klösterlichen Ausgabe von 1666 des Werkes Recoeüil de diverses pièces concernant les censures de la faculté de théologie de Paris (Sammlung verschiedener Dokumente zur Zensur der Theologischen Fakultät von Paris. Über die Hierarchie der Kirche und über die christliche Moral. Mit Bemerkungen über den 18. Band der Annales Ecclesiastici von Odoricus Raynaldus)

Jacques Boileau (* 16. März 1635 in Paris; † 1. August 1716) war ein französischer römisch-katholischer Theologe, Kanoniker an der Sainte-Chapelle und Kirchenhistoriker.

## Leben
Jacques Boileau war Student am Collège d’Harcourt und später an der Sorbonne, wo er den Grad eines Doktors der Theologie erwarb. Er war Professor für Theologie an der Sorbonne und ein Schriftsteller in lateinischer Sprache über die Disziplin der christlichen Kirche.
In der Diözese Sens bekleidete er das Amt eines Generalvikars, wurde aber 1694 Kanoniker an der Sainte-Chapelle in Paris.
Voltaire sagte von ihm, er sei ein seltsamer Geist, der seltsame Bücher schreibe (« un esprit bizarre qui fait des livres bizarres ») und berichtet seine Antwort auf die Frage, warum er seine Werke nur auf Latein geschrieben habe: dies sei aus der Angst geschehen, dass die Bischöfe ihn nicht lesen würden: sie würden ihn verfolgen („C'est […] de peur que les évêques ne me lisent : ils me persécuteraient.“).
Er war der Bruder von Nicolas Boileau-Despréaux und Gilles Boileau.

## Werk
Seine Historia flagellantium gehört zu den Seltenheiten der älteren Flagellanten-Literatur und bietet inhaltlich viele kuriose Fakten und interessante psychologische Fingerzeige; sie enthält auch Schilderungen über die Gräueltaten in Klöstern. Es ist ein historischer Abriss und ein Angriff auf die Praxis der Selbstgeißelung, die Ekstase des Schmerzes, von der eine gekürzte Fassung in Köln erschien, im selben Jahr wie das Amsterdamer Werk (möglicherweise ein fiktives Impressum). Das Werk wurde auch ins Französische (traduite du Latin de Mr. l’abbé Boileau, docteur de Sorbonne) und Englische übersetzt. Kritisiert wurde es von Jean-Baptiste Thiers. In seinen Querelles littéraires (1761) widmete Augustin Simon Irailh den beiden ein Kapitel.
Boileaus berühmtestes Werk bleibt wohl der Abus des nudités de gorge (1674), ein prüder Text, der Dekolletés anprangert. Die Moralschrift erschien anonym 1675 in Brüssel und 1677 in Paris.

« Il y a toujours du péril à considérer attentivement une gorge nue ; et il y a non seulement un grand danger, mais une espèce de crime de la regarder avec attention dans l’église en même temps que l’on offre le saint Sacrifice de nos autels. Car Jésus-Christ étant alors réellement et véritablement présent, il me semble qu’on lui fait injure de lui préférer une femme, ou du moins de partager notre attention et peut-être nos v ux entre lui et elle, et de demeurer comme en suspens à qui nous donnerons nos désirs et nos pensées. La vue d’un beau sein n’est pas moins dangereuse pour nous que celle d’un basilic. »

„Es ist immer gefährlich, einen nackten Hals aufmerksam zu betrachten; und es ist nicht nur eine große Gefahr, sondern auch eine Art Verbrechen, sie in der Kirche aufmerksam zu betrachten, während das heilige Opfer auf unseren Altären dargebracht wird. Denn da Jesus Christus dann wirklich und wahrhaftig gegenwärtig ist, scheint es mir eine Beleidigung zu sein, wenn wir ihm eine Frau vorziehen oder zumindest unsere Aufmerksamkeit und vielleicht unsere Wünsche zwischen ihm und ihr aufteilen und wie in der Schwebe bleiben, wem wir unsere Wünsche und Gedanken schenken werden. Der Anblick eines schönen Busens ist für uns nicht weniger gefährlich als der eines Basilisken.“

In dieser ihm zugeschriebenen Schrift De l’abus des nudités de gorge (1677) begründet er dem französischen Schriftsteller Claude Louis-Combet zufolge seine Ablehnung der anstößigen Kleidung von Frauen an heiligen Orten mit einer Reihe spiritueller Überlegungen im Einklang mit einer Tradition der Moraltheologie, die die Frau unter Generalverdacht stellt und ihr die Rolle einer Hauptverführerin zuschreibt. Er verurteilt die weltliche Nutzung der Kirchen, die zu Orten der Verabredung von Liebhabern und zur Zurschaustellung von Luxus und Schamlosigkeit geworden sind. In dieser allgemeinen Entweihung der Heiligtümer, die Abbé Boileau anprangert, erscheint die Frau als teuflische Handwerkerin des Verderbens der Menschen, getreu ihrer ursprünglichen Berufung als Mutter der Sünde.
Abus des nudités de gorge, Histoire des flagellants (1701) und Traité des empêchements dirimants du mariage (1691) sind drei Titel, die in der Bibliographie clérico-galante verzeichnet sind – in der seine Historia confessionis auricularis beispielsweise nicht erwähnt wird.
Mehrere von Boileaus Werken wurden durch die Glaubenskongregation auf den Index gesetzt: De antiquis et majoribus episcoporum causis liber (indiziert 1679), De antiquo iure presbyterorum in regimine ecclesiastico (indiziert 1690) und Historia flagellantium (indiziert 1703).

## Schriften
- 1666 Recoeüil de diverses pièces concernant les censures de la faculté de théologie de Paris, sur la hiérarchie de l’Église et sur la morale chrestienne
- 1676 De la contrition nécessaire pour obtenir la rémission des péchés dans le sacrement de pénitence
- 1676 De antiquo iure presbyterorum in regimine ecclesiastico, Autore Claudio Fontejo Theologo
- 1677 De l’abus des nuditez de gorge (Digitalisat)
- 1678 De antiquis et majoribus episcoporum causis liber
- 1683 Historia confessionis auricularis ex antiquis Scripturae, Patrum, pontificum et conciliorum monumentis cum cura et fide expressa
- 1685 De adoratione eucharistiae libri duo, quibus accedit disquisitio theologica de praecepto divino communionis sub utraque specie
- 1700 Historia flagellantium: de recto et perverso flagrorum usu apud Christianos Digitalisat
  - Histoire des flagellans, ou l’on fait voir le bon & le mauvais usage des Flagellations parmi les Chrétiens, par des Preuves tirées de l’Écriture Sainte, des Pères de l’Église, des Papes, des Conciles, des Auteurs profanes. Traduite du Latin de Mr. l’Abbé Boileau, docteur de Sorbonne. Chez François vander Plaats, Amsterdam, 1701 (erste frz. Ausgabe)
  - Histoire des Flagellans, ou l’on fait voir Le bon & le mauvais usage des Flagellations Parmi les Chrétiens, Par des Preuves tirées de l’Écriture Sainte, des Peres de l’Église, des Papes, des Conciles, & des Auteurs profanes. Amsterdam: Henry du Sauzet, 1732. Seconde edition Revûë & Corrigée (Digitalisat)
  - The History of the Flagellants: otherwise, of Religious Flagellations among different Nations, and especially among Christians; being a Paraphrase and Commentary on the Historia Flagellantium of the Abbé Boileau, Doctor of the Sorbonne, Canon of the Holy Chapel, &c. By One who is not a Doctor of the Sorbonne. [Jean Louis de Lolme, translator]. Printed for G. Robinson, No. 25, Paternoster Row, London, 1783 Second edition. (Digitalisat, 1784)
- 1710 De re beneficiaria liber singularis